# Brampton-Centre (circonscription provinciale)
Circonscription électorale provinciale du Canada
Brampton-Centre ((en) Brampton Centre) est une circonscription provinciale de l'Ontario représentée à l'Assemblée législative de l'Ontario depuis 2018. 
Une circonscription du même nom a également été représentée de 1999 à 2007.

## Géographie
La circonscription de Brampton-Centre comprenait:
- Une partie de la cité de Brampton

Les circonscriptions limitrophes sont Brampton-Est, Brampton-Nord, Brampton-Sud et Mississauga—Malton.

## Historique
| Législature                                                                                    | Années        | Député | Député             | Parti                     |
| ---------------------------------------------------------------------------------------------- | ------------- | ------ | ------------------ | ------------------------- |
| Brampton-Centre                                                                                |               |        |                    |                           |
| 37e                                                                                            | 1999-2003     |        | Joe Spina          | Progressiste-conservateur |
| 38e                                                                                            | 2003-2007     |        | Linda Jeffrey      | Libéral                   |
| Circonscription dissoute parmi Brampton-Ouest et Brampton—Springdale                           |               |        |                    |                           |
| Circonscription issue de Bramalea—Gore—Malton, Brampton—Springdale et Mississauga—Brampton-Sud |               |        |                    |                           |
| 42e                                                                                            | 2018-2022     |        | Sara Singh         | Néo-démocrate             |
| 43e                                                                                            | 2022-2025     |        | Charmaine Williams | Progressiste-conservateur |
| 44e                                                                                            | 2025-en cours |        | Charmaine Williams | Progressiste-conservateur |

## Circonscription fédérale
Depuis les élections provinciales ontariennes du 4 octobre 2007, l'ensemble des circonscriptions provinciales et des circonscriptions fédérales sont identiques.